# Falkenhagen (Mark)
För andra betydelser, se Falkenhagen.
Falkenhagen (Mark), Falkenhagen in der Mark, är en kommun i östra Tyskland, belägen i Landkreis Märkisch-Oderland i förbundslandet Brandenburg, omkring 20 km väster om Frankfurt an der Oder. Centralort är Falkenhagen. Kommunen är en av de ingående kommunerna inom kommunalförbundet Amt Seelow-Land, vars säte ligger i den närbelägna staden Seelow.